# 許嘉陽
許嘉陽（きょ かよう、许嘉阳、1999年11月22日 - ）は、中国の囲碁棋士。河北省秦皇島市出身、中国囲棋協会所属、八段。衢州・爛柯杯中国囲棋冠軍戦優勝、Mlily夢百合杯世界囲碁オープン戦ベスト4など。

## 経歴
5歳の時に秦皇島市の春雪囲碁学校で囲碁を学び、9歳からは北京の囲碁道場で学び始める。2012年に黄河杯アマチュア囲碁選手権戦で準優勝、百霊杯戦女流・アマチュア対抗戦に出場し、於之瑩、王爽に勝って二人抜きする（宋容慧に負け）。同年初段。2013年二段、全国個人戦乙組優勝。
2014年三段、世界青少年囲碁選手権大会青年部優勝、リコー杯ベスト8、三星火災杯出場。2015年名人戦ベスト8。2016年四段、五段、百霊杯ベスト8。2017年六段、名人戦ベスト4、利民杯戦決勝で柯潔に破れ準優勝、呉清源杯中国U18新秀戦ベスト4。2018年七段、グロービス杯世界囲碁U-20優勝。2019年CCTV杯準優勝、竜星戦準優勝、名人戦挑戦者、八段。2020年Mlily夢百合杯ベスト4進出、衢州・爛柯杯決勝で楊鼎新を破って優勝。
中国囲棋リーグは2011年に丙級、2013年に乙級、2014年から貴州チームで甲級に出場。2020年には11勝4敗で勝数2位。中国棋士ランキングでは2017年22位。

## タイトル歴
国際棋戦
- グロービス杯世界囲碁U-20 2018年
- 陜川郡招待河燦錫国手杯英才囲碁大会韓中日英才戦 2017年

国内棋戦
- 全国囲棋個人戦乙組 2013年
- 衢州・爛柯杯中国囲棋冠軍戦 2021年

## 他の棋歴
国際棋戦
- Mlily夢百合杯世界囲碁オープン戦 ベスト4 2020年
- 百霊愛透杯世界囲碁オープン戦 ベスト8 2016年
- LG杯世界棋王戦 ベスト8 2019年
- 利民杯世界囲碁星鋭最強戦準優勝 2017年

国内棋戦
- 浙江平湖・当湖十局杯CCTV電視快棋戦 準優勝 2019年
- 竜星戦 準優勝 2019年
- 名人戦 挑戦者 2019年
- 中国囲棋甲級リーグ戦
  - 2011年丙級（北京朝陽棋院）7-0
  - 2013年乙級（天津天大）7-0
  - 2014年（貴州百霊）7-8
  - 2015年（貴州百霊）8-7
  - 2016年（民生銀行北京）11-6
  - 2017年（民生銀行北京）13-11
  - 2018年（江西四特酒）18-8
  - 2019年（江西四特酒）6-9
  - 2020年（江西金達莱環保）11-4